# Đuro Daničić
Đuro Daničić, Đura Daničić (ur. 4 kwietnia 1825 w Nowym Sadzie, zm. 17 listopada 1882 w Zagrzebiu) – serbski filolog, tłumacz i leksykograf.

## Życiorys
Był uczniem Vuka Karadžicia. W 1859 został profesorem uniwersytetu w Belgradzie, a w 1866 sekretarzem Jugosłowiańskiej Akademii Nauk i Sztuk w Zagrzebiu. Zainicjował wydanie słownika języka serbsko-chorwackiego (t. 1-96, 1880–1976) i był jego pierwszym redaktorem naczelnym. Napisał wiele prac, m.in. Mala srpska gramatika (1850), Srpska sintaksa (1858) i Srpski akcenti (wyd. pośm. 1925).
Jego tłumaczenie Starego Testamentu, głównie z języka niemieckiego, wpłynęło na literaturę chorwacką (1868). Daničić pomógł także Vuko Karadžićowi w jego tłumaczeniu Nowego Testamentu na serbski w 1847 roku. Po przejściu rewizji oba tłumaczenia zostały przyjęte i do dziś nadal są w użyciu przez Serbski Kościół Prawosławny i jego wiernych.